# Scorzonera pulchra
Scorzonera pulchra là một loài thực vật có hoa trong họ Cúc. Loài này được Lomak. miêu tả khoa học đầu tiên năm 1897.